# Kyle Bartley
Kyle Bartley (Manchester, 22 de maig de 1991) és un futbolista anglès que des del 2012 juga pel West Brom.